# Kronprinz (Schiff, 1914)

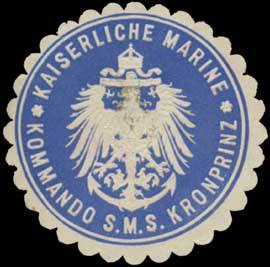
Siegelmarke K. Marine Kommando S.M.S. Kronprinz

Die Kronprinz, am 15. Juni 1918 umbenannt in Kronprinz Wilhelm, war ein Großlinienschiff der Kaiserlichen Marine im Ersten Weltkrieg und das vierte und letzte Schiff der König-Klasse. Die Umbenennung erfolgte anlässlich des 30-jährigen Thronjubiläums Kaiser Wilhelms II., nachdem der 1901 nach dem deutschen Kronprinzen Wilhelm benannte Hilfskreuzer Kronprinz Wilhelm im April 1917 von den USA beschlagnahmt worden war.

## Bau und Technik
Das Schiff lief am 21. Februar 1914 auf der Germaniawerft in Kiel vom Stapel. Es verdrängte 25.800 Tonnen und besaß eine Hauptbewaffnung von zehn 30,5-cm-Geschützen in fünf Doppeltürmen.

## Einsätze
Es diente im III. Geschwader der Hochseeflotte, das ursprünglich aus den vier Schwesterschiffen der König- und vier Schiffen der Kaiser-Klasse bestand, und nahm an verschiedenen Kampfhandlungen teil, so an der Skagerrakschlacht am 31. Mai/1. Juni 1916, wo es an vierter Stelle der Schlachtlinie fuhr und als einziges Schiff seiner Klasse nicht beschädigt wurde. In der Skagerrakschlacht war der später als Kommandant des Hilfskreuzers Seeadler bekannt gewordene Felix Graf von Luckner Turmkommandant des achtersten 30,5-cm-Zwillingsgeschützturmes „E“. Es war das einzige Schiff der Hochseeflotte, das 1915 vorne mit dem neuen, dickeren Röhrenmast ausgestattet worden war, den seine Schwesterschiffe sowie das Flottenflaggschiff Friedrich der Große und Kaiser erst danach (1916/1917) eingebaut erhielten.
Vom 5. bis 6. November 1916 war die Kronprinz an einem Vorstoß bis Horns Riff beteiligt und wurde dabei am 5. November vom britischen U-Boot J1 torpediert. Der Treffer hatte einen Wassereinbruch von 250 Tonnen zur Folge. Vom 6. November bis zum 4. Dezember 1916 wurde das Schiff in der Kaiserlichen Werft Kiel repariert.
Am 5. März 1917 wurde die Kronprinz bei Verbandsübungen in der Deutschen Bucht mit dem Schwesterschiff Großer Kurfürst von diesem versehentlich (durch einen Signalfehler) auf Höhe des zweiten 30,5-cm-Doppelturmes (Turm B) steuerbordseitig gerammt, was einen Wassereinbruch von 600 Tonnen zur Folge hatte. Der Stoß traf an einer Stelle, wo er durch die Panzerung gemildert wurde, so dass das Schiff schwimmfähig blieb und mit eigenem Dampf in den Hafen fahren konnte. Die Reparatur erfolgte vom 6. März bis zum 14. Mai 1917 in der Kaiserlichen Werft Wilhelmshaven.
Bei den Kämpfen im Oktober 1917 um die Baltischen Inseln (Unternehmen Albion) beschoss die Kronprinz am 12. Oktober 1917 ab 5:45 Uhr im Rahmen des III. Geschwaders von Vizeadmiral Paul Behncke, das damals aus den vier Schwesterschiffen der König-Klasse und der Bayern bestand (mit der König als Flaggschiff), zusammen mit dem Verbands-Flaggschiff Moltke (Vizeadmiral Ehrhard Schmidt) die russische Batterie Nr. 46 (vier 15-cm-Geschütze) auf Kap Ninnast (estnisch Ninase) an der Ostseite der Tagga-Bucht, um die dortige Hauptlandung deutscher Heerestruppen an der Nordseite der Insel Ösel zu unterstützen. Noch heute (2011) sind dort Schützengräben zu sehen.
Nach dem Passieren der Irbenstraße ankerten die Kronprinz und die König bei Michaelsturm (lettisch Mikkeltornis, ein noch heute bestehender Leuchtturm) und wurden nach Fortsetzung des Vorstoßes am 16. Oktober um 16:30 Uhr im Rigaer Meerbusen vom britischen U-Boot C27 mit zwei Torpedos angegriffen, die nicht trafen. Nachts wurde wegen Minengefahr auf freier See wieder südlich des Moonsundes geankert.
Während der Schlacht im Moonsund am 17. Oktober 1917 wurden die beiden deutschen Linienschiffe um 8:12 Uhr von den beiden alten russischen Linienschiffen Slawa und Graschdanin unter Feuer genommen und stellten überrascht fest, dass sie das Feuer nicht erwidern konnten, da ihre Reichweite wegen zu kleiner Rohrerhöhung (Elevation) nicht ausreichte. Die kürzeren 30,5-cm-Geschütze der alten russischen Linienschiffe erreichten 30 Grad Rohrerhöhung, wohingegen die Rohrerhöhung der modernen 30,5-cm-L/50-Geschütze der deutschen Schiffe, die nach dem Umbau zwar von 13,5 Grad auf 16 Grad gesteigert wurde, immer noch nur 204 Hektometer (20,4 km) Schussweite ermöglichte. Als die deutschen Großlinienschiffe nach Süden auswichen und danach – um die Russen zu überraschen – mit hoher Fahrt, nur mit den vier Buggeschützen feuernd, wieder nach Norden in Richtung Moonsund vorstießen, beschoss die König ab 10:13 Uhr das russische Linienschiff Slawa und die Kronprinz ab 10:17 Uhr das russische Linienschiff Graschdanin und den russischen Panzerkreuzer Bajan. Die Graschdanin wurde von der Kronprinz zweimal, die Bajan einmal getroffen. Die Slawa wurde leck geschossen, so dass sie auf Strand gesetzt und verlassen werden musste. Die anderen beiden zur Verteidigung des Moonsundes eingesetzten Schiffe wurden stark beschädigt. Damit war den Russen die Verbindung mit dem Festland abgeschnitten und die Eroberung der Insel Moon durch deutsche Truppen ermöglicht.
Am 18. Oktober 1917 hatte die Kronprinz leichte und am 26. Oktober 1917 erhebliche Grundberührung. Die Reparatur erfolgte vom 28. Oktober bis zum 2. November 1917 in der Kaiserlichen Werft Kiel und vom 24. November 1917 bis zum 8. Januar 1918 in der Kaiserlichen Werft Wilhelmshaven.
Am 23. April 1918 nahm sie am letzten Vorstoß der Hochseeflotte bis auf die nördliche Breite von Utsire (Norwegen) teil.

## Untergang

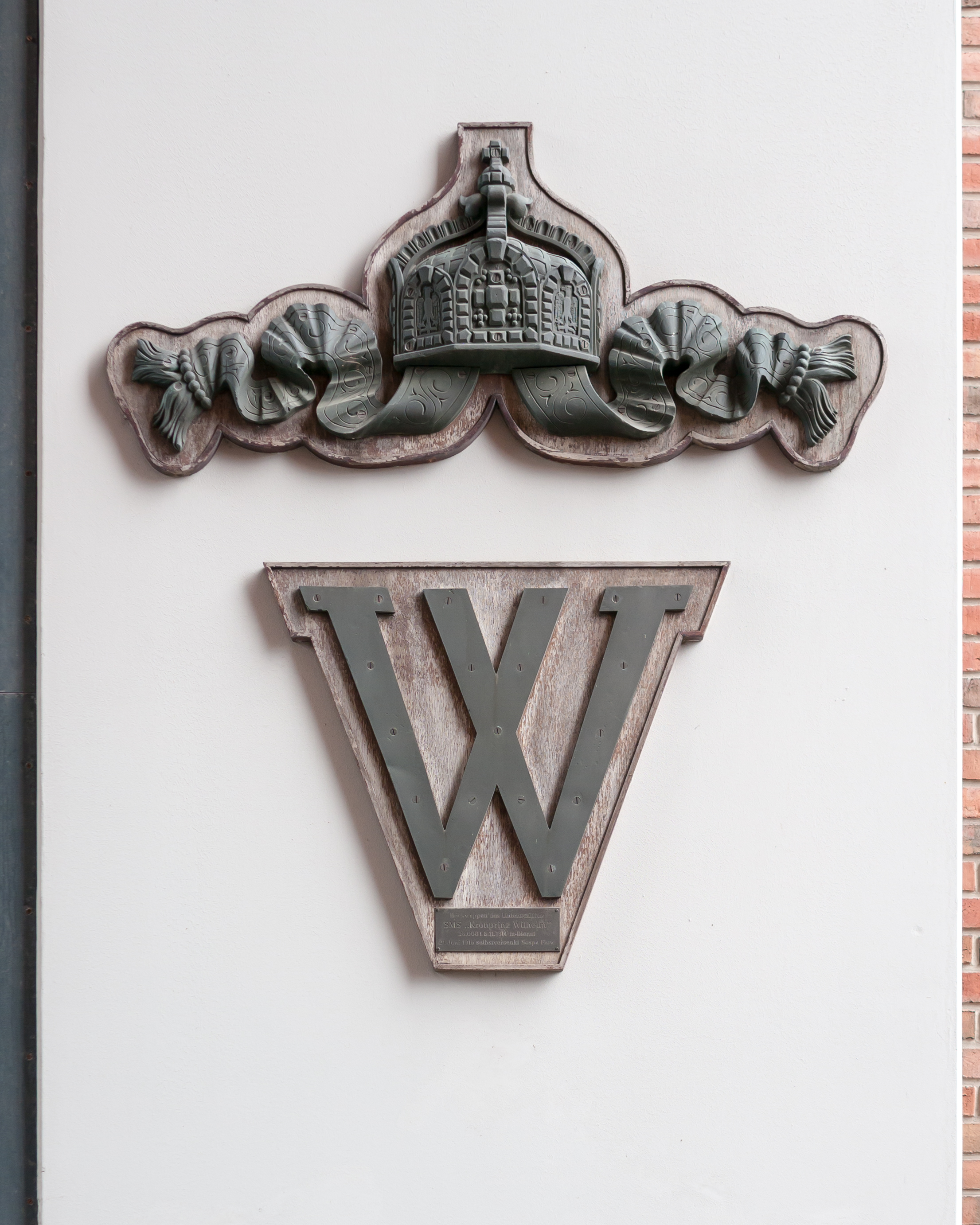
Heckwappen im Internationalen Maritimen Museum Hamburg

Nach dem Kriegsende wurde die Kronprinz Wilhelm mit dem Rest der Hochseeflotte in Scapa Flow interniert und dort am 21. Juni 1919 von der eigenen Besatzung versenkt. Das Schiff kenterte und liegt seitdem in etwa 35 Metern Tiefe auf Position 58° 53′ 32″ N, 3° 9′ 54″ W. Eine Hebung, wie sie bei den meisten der anderen Schiffen erfolgte, gelang bei der Kronprinz Wilhelm nicht. Lediglich einige Teile wurden vom Schiff abgesprengt und geborgen. Das Wrack ist ein beliebtes Ziel für Sporttaucher. Das Heckwappen des Schiffes ist im Internationalen Maritimen Museum Hamburg ausgestellt.

## Kommandanten
| November 1914 bis August 1915 | Kapitän zur See Gottfried Freiherr von Dalwigk zu Lichtenfels |
| August 1915 bis November 1916 | Kapitän zur See Constanz Feldt                                |
| November 1916 bis August 1918 | Kapitän zur See Bernhard Rösing                               |
| August bis Dezember 1918      | Kapitän zur See Otto Seidensticker                            |
| Dezember 1918 bis Juni 1919   | Kapitänleutnant Hans Becker                                   |

## Bekannte Besatzungsangehörige
- Werner Ehrhardt (1898–1967), war von 1957 bis 1960, als Konteradmiral der Bundesmarine, erster Kommandeur des Kommandos der Marineausbildung (KdoMarAusb).